# Myristica yunnanensis
Myristica yunnanensis е вид растение от семейство Myristicaceae. Видът е критично застрашен от изчезване.

## Разпространение
Разпространен е в Китай.